# Giuseppe Bertani
Giuseppe Bertani (23 de octubre del 1923 Como, Italia - 7 de abril de 2015 Pasadena, California, USA) fue un biólogo Italiano que entre sus principales aportes se encuentran el estudio del proceso de lisogenia viral y la formulación del medio LB para el cultivo bacteriano de amplio uso en microbiología.

## Biografía
Nació en la ciudad de Como, región de Lombardía Italia aunque creció en la ciudad de Milán al lado de su madre, padre, hermana y hermano. En Milán cursó sus estudios elementales y superiores, asistiendo a la Universidad de Milán. Más tarde, desarrollo estudios sobre problemas del desarrollo de Drosophila melanogaster como la inducción de la pigmentación en células somáticas ováricas. En 1948 trabajando en los laboratorios de Cold Spring Harbor se interesó en la medición de las tasas de mutación en cepas mutantes de E. coli dependientes de estreptomicina después de ser expuestas a agentes químicos y radiactivos. Fue en este periodo cuando conoció a Gus Doermann, el cual trabaja en ese momento con el fago T4. Fue su primer contacto con las placas de fago en las cajas de Petri y se involucró con el denominado grupo de los fagos.

## Contribución científica
Trabajando en Cold Spring Harbor Laboratory desarrolla el caldo lisogénico, ampliamente conocido como medio LB. Para estudiar el fenómeno de lisogenia, Salvador Luria le proporciona la cepa Lisbonne de E. coli y una cepa de Shigella, de esta manera Bertani pudo demostrar que el fenómeno de lisogenia es discontinuo y que la cepa Lisbonne producía tres tipos de fagos  a los cuales denominó como P1, P2 y P3. Descubre el fenómeno que en esos tiempos denominó "variación controlada por hospedero"; sin embargo, tendrían que pasar más de 15 años para que el fenómeno fuera comprendido y contribuyera al descubrimiento de las enzimas de restricción, de amplio uso hoy en día en biología molecular.